# Володимир Рюрикович
Володи́мир Рю́рикович (осінь 1187 — березень 1239) — руський князь із династії Рюриковичів. Великий князь Київський (16 червня 1223 — бл. травня 1235; бл. червня 1236 — бл. лютого 1238). Князь переяславський (1206–1213), смоленський (1214–1219), овруцький (1219–1223, 1235–1239). Хрещене ім'я — Дмитро; також — Володи́мир-Дмитро́ Рю́рикович. У західній традиції — Володи́мир IV.

## Біографія
Другий син Рюрика Ростиславича і Анни — доньки турівського князя Георгія Ростиславича. 1203 року Роман Мстиславич примусово постриг Рюрика в ченці, а його синів Ростислава і Володимира забрав до Галича.
Після смерті Романа 1206 року Володимир Рюрикович узяв участь в організованому Рюриком поході на Галич, та успіху не досяг почалися хвороби у війську. 1212 року Володимир Рюрикович допоміг своєму братові в перших — Мстиславу Романовичу смоленському вигнати з Києва Всеволода Чермного і за це одержав стіл Мстислава у Смоленську. 1219 року Володимир Рюрикович підтримав іншого брата в перших — Мстислава Удатного в оволодінні Галичем.
1223 року очолював смоленський полк у битві з монголами на Калці. Після загибелі в тій битві Мстислава Романовича Володимир Рюрикович став київським князем (з 1223 року). Був слабким і непослідовним політиком, за нього Київ дещо занепав.
Володимир Рюрикович спочатку ворогував із Данилом Галицьким, однак через загрозу з боку чернігівського князя Михайла Всеволодича 1230 року визнав за корисніше стати союзником Данила. Після перших успіхів 1235 року біля Торчеська на півдні Київської землі Володимир Рюрикович і Данило були розбиті найнятою Михайлом величезною ордою половців. Володимир Рюрикович із дружиною потрапили до половецького полону. Звільнившись того ж року, знову вокняжився у Києві, вигнавши князя Ізяслава IV Мстиславича який захопив, було, князівський стіл, але ненадовго. Того самого року Ярослав ІІІ Всеволодич новгородський відібрав Київ у Володимира Рюриковича. Його подальша доля невідома, є тільки свідчення про рік і місяць смерті.